# Nhật thực 3 tháng 11, 2013
Hiện tượng nhật thực lai (toàn phần và hình khuyên) diễn ra vào ngày 3 tháng 11 năm 2013, quan sát được ở phía bắc Đại Tây Dương, từ miền đông Florida đến Gabon và Châu Phi, tối đa 1 phút 39 giây quan sát được từ Đại Tây Dương, phía nam Bờ Biển Ngà và Ghana.

## Những lần nhật thực liên quan

### Những lần nhật thực từ 2011 đến 2014
Mỗi lần nhật thực lặp lại khoảng mỗi 117 ngày và 4 giờ (1 chu kỳ) tại các điểm nút trên quỹ đạo của Mặt Trăng.
| Điểm nút giảm | Điểm nút giảm                     |     | Điểm nút tăng                    | Điểm nút tăng |
| 118           | Ngày 1 tháng 6, 2011 Một phần     | 123 | Ngày 25 tháng 11, 2011 Một phần  |               |
| 128           | Ngày 21 tháng 5, 2012 Hình khuyên | 133 | Ngày 13 tháng 11, 2012 Toàn phần |               |
| 138           | Ngày 10 tháng 5, 2013 Hình khuyên | 143 | Ngày 3 tháng 11, 2013 Hybrid     |               |
| 148           | Ngày 29 tháng 4, 2014 Hình khuyên | 153 | Ngày 23 tháng 10, 2014 Một phần  |               |

### Saros 143
Bản mẫu:Solar Saros series 143

### Metonic series
Bản mẫu:Solar Metonic series 2002 June 10